# San Bartolo, Villa de Guadalupe
San Bartolo är en ort i Mexiko.   Den ligger i kommunen Villa de Guadalupe och delstaten San Luis Potosí, i den centrala delen av landet, 500 km norr om huvudstaden Mexico City. San Bartolo ligger 1 814 meter över havet och antalet invånare är 223.
Terrängen runt San Bartolo är huvudsakligen kuperad, men norrut är den bergig. Runt San Bartolo är det mycket glesbefolkat, med 6 invånare per kvadratkilometer. Närmaste större samhälle är Real de Catorce, 19,6 km nordväst om San Bartolo. Omgivningarna runt San Bartolo är i huvudsak ett öppet busklandskap.